# MiniLinux
A MiniLinux, vagy más néven Pehelysúlyú Linux olyan Linux-disztribúció, amelynek nagyon kis erőforrás igénye van. Általában kis erőforrású számítógépekre, vagy speciális feladatokra (bootolásra, tűzfalként), esetleg hibajavításra használható. Rendszerint kis méretű (akár 1 floppy is lehet) és abszolút a feladatra optimalizált. Általában csak azok a parancsok érhetőek el benne, amelyek feltétlenül kellenek, például egy tűzfal beállításához, vagy hiba javításához. Ilyen például az Ubuntu egyik MiniLinux változata a Lubuntu, amelynek futtatásához elegendő 128 MB RAM és Pentium II processzor, míg az Ubuntu hardverigénye 1 GB RAM és 1 GHz-es processzor lenne.
Nincs általánosan elfogadott definíciója, hogy melyik disztribúció tekinthető MiniLinuxnak. Például Paul Sherman az Absolute Linux fejlesztője így fogalmazott: "A MiniLinux két dolgot jelent: a disztribúció régi hardveren is képes működni és az operációs rendszer felülete nem áll az utadba"

## Néhány MiniLinux disztribúció
- Absolute Linux - Egy "egyszerű" disztribúció Slackware alapokon[4][5]
- BasicLinux - Egy nagyon "egyszerű" disztribúció, akár egy 3MB Rammal rendelkező Intel 386-os gépen is képes elfutni[6][7]
- Bodhi Linux - Egy "egyszerű" disztribúció Ubuntu LTS alapokon[8]
- Circle Mud
- Coyote Linux
- Damn Small Linux - "Nagyon egyszerű, elég neki egy 486DX gép 16MB Rammal"[9][10]
- fli4l
- FloppyFW
- Frazier Wall
- Freesco
- hal91
- HVlinux
- Linux Router
- Lubuntu - Egy lecsupaszított Ubuntu-disztribúció, LXDE grafikus felhasználói felülettel[1]
- Mini dialup router
- Norm's firewall
- NucLinux
- Pocket Linux
- Porteus - egy 300 MB alatti méretű disztribúció[11]
- Puppy Linux - Sokkal kisebb erőforrást igényel, mint a legtöbb Linux-disztribúció[12]
- RIMiRadio
- SERVOS Professional / Server Elite - 500 MBi-os disztribúció[13]
- SliTaz - 25 MB distribution[9]
- spyLinux
- Stresslinux
- Tiny Core Linux - 12 MB-os disztribúció[14]
- tomsrtbt
- Trinux
- Wolvix- Egy "egyszerű" disztribúció Slax alapokon[15]
- xPud - 64 MB-os disztribúció[16]
- Xubuntu - Egy lecsupaszított Ubuntu-disztribúció, Xfce  grafikus felhasználói felülettel[17]

## Külső hivatkozások
- Nuclinux official Homepage